# Stephanie Drake
Stephanie Drake est une actrice américaine.

## Biographie
Stephanie Drake s'est fait connaitre pour son rôle de Meredith dans la série télévisée Mad Men.

## Filmographie
- 2006 : Chicxulub (court métrage) : Madeline Biehn
- 2009 : In the City : Lennie
- 2009 : Senescence (court métrage) : Crystal
- 2013 : The Middle (série télévisée) : Sandra
- 2013 : TNT's Franklin & Bash & Rizzoli & Isles Spin Offs (court métrage) : Isles
- 2013-2014 : Jimmy Kimmel Live! (série télévisée)
- 2014 : Movie Night (court métrage) : Cindy
- 2014 : Monster in the Wash (court métrage) : Lucy
- 2015 : Les Experts : Cyber (série télévisée) : Jessica Pope
- 2012-2015 : Mad Men (série télévisée) : Meredith
- 2015 : Unmatch.com (mini-série) : Maggie Skye
- 2016 : Rent-a-Gay (mini-série) : Jane
- 2016 : Fear, Inc. (en) : Ashleigh Davidson
- 2016 : Noches con Platanito (série télévisée)
- 2017 : Girls Like Magic : Honey
- 2017 : Cups & Robbers (court métrage) : Carrie
- 2018 : All the Creatures Were Stirring
- 2018 : Deep Murder : Dr. Bunny